# Partito del Progresso (Germania)
Il Partito del Progresso (abbreviato in PdF) è un partito politico tedesco fondato a Colonia nel 2020.
Le sue radici ideologiche sono gli ideali democratici della Legge fondamentale e un vero pragmatismo. Vuole agire come rappresentante, a nome della società nel suo insieme, e offrire ai cittadini una nuova opzione politica. Così facendo si oppone al clientelismo e al lobbismo . Il partito si considera oltre il contrasto sinistra-destra, ma viene classificato come liberale di sinistra dai politologi.
Il PdF afferma di essere attivo in tutta la Germania. L'adesione al PdF non è vincolata alla nazionalità tedesca e, secondo lo statuto del partito, è aperta a tutti i residenti in Germania e a tutti i cittadini dell'UE. Nelle elezioni europee del 2024 in Germania, ha ricevuto lo 0,6% dei voti ed è entrato al Parlamento europeo con un eurodeputato.

## Programma
Il PdF vede nella cosiddetta politica clientelare uno dei principali problemi della politica tedesca. È del parere che la concorrenza democratica delle opinioni prevista dalla Legge fondamentale sia stata reinterpretata come una competizione tra diversi gruppi sociali, per influenza e potere decisionale.
Il programma di base affronta questioni a livello statale, federale ed europeo. La PdF sostiene una "democrazia pragmatica" al di là delle categorie ideologiche di destra e sinistra, da realizzare attraverso i referendum. Particolare importanza viene data alla Legge fondamentale . Inoltre, tutti dovrebbero essere trattati allo stesso modo indipendentemente dalle caratteristiche esterne, dalla religione o dalla cultura, e i più deboli dovrebbero essere protetti. Coloro che sono capaci dovrebbero, d’altro canto, essere in grado di beneficiare dei propri risultati.
Inoltre, le lobby in politica, che il partito considera antidemocratiche, devono essere combattute attraverso la trasparenza. Il partito commenta anche argomenti attualmente in discussione nell'attualità tedesca. Il PDF è contrario al sistema Upload-Filter tedesco, e vuole nuove norme di drug policy e per la formazione informatica dei giovani cittadini.